# Eric Ridder
Eric Ridder est un skipper américain né le 1er janvier 1918 à Hewlett (New York) et mort le 23 juillet 1996 à Locust Valley (New York).

## Biographie
Eric Ridder participe à la course de classe 6 Metre des Jeux olympiques d'été de 1952 à Helsinki où il remporte avec Emelyn Whiton, Herman Whiton, Everard Endt, John Morgan et Julian Roosevelt la médaille d'or à bord du Llanoria.